# Museo Fondazione Cariparma
Il museo Fondazione Cariparma ha sede in strada al Ponte Caprazucca 4 a Parma, all'interno del Palazzo Bossi Bocchi.

## Storia
Nel 1977 Claudia Bossi in Bocchi donò alla Fondazione Cariparma il palazzo di famiglia, divenuto dal 1995 sede della Fondazione e del suo museo, arricchitosi negli anni.
La collezione è oggi costituita da oltre 3000 opere, pervenute alla Fondazione grazie alla cessione della raccolta della Cassa di Risparmio di Parma e Piacenza avvenuta nel 2002, alle acquisizioni da parte della Fondazione stessa e ai lasciti di numerosi privati; risale al 2014 l'ultima cospicua donazione di 70 opere da parte di Renato e Tita Bruson.

## Percorso espositivo
Il percorso espositivo è suddiviso su tre piani del palazzo: il seminterrato è destinato alla collezione delle cartamonete, il livello terreno è utilizzato quale sede delle mostre temporanee e il primo piano ospita l'esposizione permanente dei dipinti, delle statue, delle incisioni, delle monete, delle ceramiche e degli arredi.
La collezione raccoglie principalmente le opere di artisti attivi nella città di Parma fra il XVI e il XX secolo, esposte nelle sale e nei corridoi del primo piano, fra i numerosi arredi d'epoca e le statue dello scultore Luigi Froni.
La raccolta comprende inoltre una cospicua serie di disegni ed incisioni realizzati dall'architetto di Corte Ennemond Alexandre Petitot, su commissione del duca Filippo di Borbone.
La donazione Renato Bruson contiene infine opere di Giovanni Boldini, Francesco Paolo Michetti, Giovanni Segantini, Pompeo Mariani, Giovanni Fattori, Silvestro Lega, Telemaco Signorini, Niccolò Cannicci, Guglielmo e Beppe Ciardi, Pietro Galter, Pietro Fragiacomo, Leonardo Bazzaro, Italico Brass ed Ettore Tito.

### Corridoio
Il corridoio d'ingresso è suddiviso in tre sezioni:
- la prima parte espone alcuni oli raffiguranti vedute della città di Parma, dipinti nel XIX secolo dagli artisti parmigiani Luigi Marchesi, Salvatore Marchesi, Enrico Sartori, Giuseppe Boccaccio e Giulio Carmignani;[6]
- l'estremità destra, destinata agli Orientalisti, conserva alcuni quadri dei pittori Roberto Guastalla e Alberto Pasini;[6]
- all'estremo opposto, dedicato a Maria Luigia d'Austria, una teca racchiude numerose monete, tra cui la serie quasi completa in oro, argento e bronzo, e medaglie celebrative relative al suo ducato.[4]

### Sala di Maria Luigia
La sala adiacente ospita numerose opere legate al ducato di Maria Luigia, tra cui un suo ritratto dipinto da Antonio Pasini, varie stampe raffiguranti i personaggi a lei connessi ed immagini della città dell'epoca, alcuni oli rappresentanti altre vedute di Parma realizzati da Giuseppe Alinovi e una collana di perle della
duchessa.

### Sala delle nature morte
La sala espone fra gli arredi cinquecenteschi tre grandi oli raffiguranti Nature morte, dipinti da Felice Boselli.
Nell'ambiente sono conservate anche altre preziose opere a soggetto sacro, risalenti al XV e al XVI secolo, tra cui le tavole raffiguranti San Ludovico da Tolosa e la Madonna col Bambino, dipinte da Cristoforo Caselli detto "il Temperello", San Pietro Martire di Andrea di Bartolo, San Giovannino di Jan Soens, Cristo portacroce tra San Gerolamo e San Bernardino da Feltre di Prospero Fontana, Santa Maria Maddalena attribuita a Mariotto Albertinelli e San Francesco in estasi di Flaminio Torre.

### Sala Goliardo Padova
Sull'altro lato del corridoio si apre la piccola sala, che espone numerosi quadri a soggetto prevalentemente paesaggistico, dipinti dal pittore novecentesco Goliardo Padova.

### Sala dei Contemporanei
La sala adiacente conserva vari dipinti di autori contemporanei, tra i quali Antonio Ligabue, Gianfranco Manara, Piero Furlotti, Renato Vernizzi e Guglielmo Lusignoli.

### Sala dei paesaggi
Dall'estremità destra del corridoio d'ingresso si accede sulla sinistra alla Sala dei paesaggi, che espone fra gli arredi settecenteschi numerose tele a soggetto paesaggistico, risalenti al XIX secolo; fra gli autori dei dipinti si annoverano Giulio Carmignani, Guido Carmignani, Giuseppe Boccaccio, Giorgio Scherer, Luigi Marchesi, Ermogene Tarchioni, Camillo Scaramuzza, Giacomo Giacopelli e Giuseppe Ferrarini.

### Sala del Novecento
L'ambiente adiacente ospita alcuni ritratti eseguiti da artisti novecenteschi parmigiani, tra cui quattro grandi dipinti di Daniele de Strobel, un olio eseguito da Donnino Pozzi, una grande tela raffigurante Il tè e tre altri piccoli quadri, realizzati da Amedeo Bocchi, ed infine tre opere di Cecrope Barilli.

### Sala del Parmigianino
La sala ospita tra arredi settecenteschi un prezioso Autoritratto, eseguito a penna da Francesco Mazzola detto il Parmigianino; dello stesso autore sono inoltre conservate otto incisioni all'acquaforte, raffiguranti Giuditta, Malinconia, la Natività, il Giovane e due vecchi, San Giacomo Maggiore, l'Annunciazione, il Giovane pastore e la Vergine col Bambino.
L'ambiente espone inoltre tre grandi tele, raffiguranti rispettivamente la Conversione di San Matteo, dipinta da Giovanni Lanfranco, una Battaglia romana, attribuita alla scuola di Salvator Rosa, e una Natura morta con pesci, verdure, gatti e porcellino d'India, eseguita da Felice Boselli.

### Sala Giovan Battista Borghesi
La saletta adiacente è decorata sulle pareti e sul soffitto con un ciclo neoclassico di affreschi a carattere mitologico, eseguiti da Giovan Battista Borghesi, pittore di corte della duchessa Maria Luigia; i dipinti, ricomposti nell'ambiente, provengono da uno studio di un palazzo di Parma.

### Sala dei ritratti
Il salone espone fra arredi settecenteschi alcuni ritratti di nobili parmigiani; i più preziosi, di autore ignoto, raffigurano il duca Ranuccio I Farnese e sua moglie Margherita Aldobrandini; ad essi si aggiungono il ritratto della duchessa Dorotea Sofia di Neuburg, realizzato da Giovanni Maria delle Piane detto il "Mulinaretto", e quelli della marchesa Anna Malaspina e della duchessa Luisa Elisabetta di Borbone-Francia, dipinti da Louis-Michel van Loo.
La stanza espone inoltre due quadri raffiguranti una Battaglia e Dopo la battaglia, realizzati da Francesco Simonini.
L'ambiente conserva infine un modello ligneo dell'Ara dell'Amicizia, eseguito dall'architetto Ennemond Alexandre Petitot nel 1769.

### Sala Bruno Zoni
La sala adiacente espone numerosi dipinti del pittore parmigiano contemporaneo Bruno Zoni.

### Sala Luigi Froni
Il piccolo ambiente raccoglie una serie di busti, erme, volti, statuette e statue in bronzo, gesso e marmo, eseguiti dallo scultore parmigiano Luigi Froni, pervenuti grazie alla donazione della vedova dell'artista.

### Sale delle maioliche
Le due stanze che si aprono sulla destra del corridoio d'ingresso ospitano grandi teche contenenti la ricca collezione di maioliche italiane del XV e XVI secolo, di provenienza prevalentemente faentina, di ceramiche orientali e di porcellane francesi, pervenuta grazie alla donazione Garbarino.

### Sala da pranzo Garbarino
La sala ospita una serie di arredi da sala da pranzo risalenti al XV e XVI secolo; vi sono inoltre esposti una tela raffigurante una Natura morta con pesci, dipinta da Giuseppe Recco, e numerose porcellane della collezione Garbarino.

### Studio Garbarino
Lo studio, dominato da una grande libreria con colonne e capitelli intagliati, risalente alla fine del XV secolo, espone, oltre ad alcuni arredi da studio seicenteschi, una tavola raffigurante la Madonna con Bambino e San Giovannino, dipinta da Biagio di Antonio Tucci, un altorilievo quattrocentesco in legno rappresentante la Madonna col Bambino, alcune stampe settecentesche, vari oggetti sacri e numerose ceramiche della collezione Garbarino.

### Sotterranei
I sotterranei del palazzo ospitano la ricca collezione di cartamoneta, seconda in Italia per completezza solo a quella della Banca d'Italia; lunghe teche espongono biglietti di Stato, banconote, sottoscrizioni e biglietti fiduciari, che abbracciano il periodo storico dall'Unità d'Italia all'epoca contemporanea, comprendendo anche i periodi di occupazione straniera e l'impero coloniale italiano. Arricchiscono la collezione i buoni partigiani e di requisizione, provenienti dalla donazione Giulianini, e la sezione dei falsi, che mostra anche alcune tecniche di falsificazione.